# Vs. (magazine)
 (février 2024).
Si vous disposez d'ouvrages ou d'articles de référence ou si vous connaissez des sites web de qualité traitant du thème abordé ici, merci de compléter l'article en donnant les références utiles à sa vérifiabilité et en les liant à la section « Notes et références ».
Vs. est un magazine de mode américain, publié deux fois par an. Doté d'un design élégant[réf. nécessaire], sur grand format et papier glacé, Vs. a été fondée par Jakob F. Stubkjær et Vibe Dabelsteen en 2005. Ses équipes de rédaction sont basées à New York, aux États-Unis.